# Doodstraf in Mauritanië
In Mauritanië is de doodstraf de zwaarst mogelijke straf die opgelegd kan worden. Hoewel de straf voor zover bekend in 1987 voor het laatst is uitgevoerd, wordt de doodstraf in het land nog wel opgelegd.

## Halsmisdrijven
Volgens het strafrecht van Mauritanië is de doodstraf een al dan niet verplichte straf voor: 
- Moord met verzwarende omstandigheden (zoals moord op een rechter of een publiek figuur in functie)
- Moord
- Andere misdrijven met de dood tot gevolg (zoals brandstichting)
- Terrorisme met de dood tot gevolg
- Verkrachting indien de veroordeelde getrouwd was
- Gewapende overvallen
- Brandstichting (van een gebouw of voertuig waar zich mensen in bevinden)
- Overspel
- Godslastering
- Landverraad
- Spionage
- Meineed (indien dit heeft geleid tot het ter dood veroordelen van een onschuldig iemand)
- Seksuele relatie tussen twee volwassenen van hetzelfde geslacht
- Marteling

## Uitvoering
De doodstraf wordt in Mauritanië voltrokken door middel van het vuurpeloton. Op religieuze misdrijven, zoals overspel en homoseksuele relaties, staat de dood door steniging.

## Minderjarigen, vrouwen en mensen metpsychische aandoening
Mauritanië is een van de landen die het Verdrag voor de Rechten van het Kind heeft ondertekend. Dit verdrag verbiedt de doodstraf voor minderjarigen. De wet verbiedt de doodstraf voor kinderen jonger dan 15. Onbekend is of kinderen tussen de 15 en 18 de doodstraf kunnen krijgen.
Zwangere vrouwen krijgen uitstel van executie tot na de bevalling.
Mensen die ten tijde van het plegen van het misdrijf een psychische aandoening hadden, kunnen niet ter dood veroordeeld worden.

## Bekende veroordeelden
- Mohamed Cheikh Ould Mohamed- in 2014 ter dood veroordeeld wegens blasfemie